# Karol Grossmann (reżyser)
Karol Grossmann (ur. 27 października 1864 w Drakovci, zm. 3 sierpnia 1929 w Ljutomerze) – słoweński reżyser filmowy, pionier kina, autor pierwszych filmów słoweńskich.
Z wykształcenia był prawnikiem (ukończył szkołę prawniczą w Grazu, tytuł doktora otrzymał w 1897), od 1901 roku prowadził praktykę adwokacką w Ljutomerze. Interesował się fotografią, z czasem zainteresował się również ruchomymi obrazami – był posiadaczem latarni magicznej, którą zakupił w Dreźnie, a także kilku aparatów fotograficznych i kamery 17,5 mm. Ta ostatnia posłużyła mu w 1905 do nakręcenia pierwszych w historii słoweńskich filmów: Wyjścia z kościoła (oryg. Odhod od maśe), Targ w Ljutomerze (oryg. Sejem w Ljutomerju); były to krótkie filmy dokumentalne. Rok później nakręcił film W swoim ogrodzie (Na domačem vrtu), w którym pojawiają się jego córki Draga i Božena oraz jego żona, Matylda, trzymająca na rękach niemowlę. Filmy Grossmana pozostały nieznane aż do 1948 roku.
W 1915 roku w domu Grossmanna wracał do zdrowia ranny oficer Fritz Lang, który w przyszłości miał zostać jednym z najsłynniejszych niemieckich reżyserów filmowych. W czasie gościny u Grossmanna Lang zajmował się tworzeniem rzeźb; odnalezione po latach obiekty z tego okresu to jedyne zachowane do dziś dzieła Langa z czasów, zanim zajmował się kinem.